# Sistema fotométrico
Conjunto de estrellas y filtros fotográficos utilizados en astronomía como estándares para determinar el brillo de los diferentes astros.
El sistema fotométrico más conocido es el sistema Johnson-Cousins (UBVRI), de banda ancha. Las siglas UBVRI corresponden al color de los diferentes filtros y a la luz estelar que filtran: Ultraviolet (ultravioleta), Blue (azul, Banda B), Visual (verde, Banda V), Red (rojo, Banda R) e Infrared (Infrarrojo, Banda I).
El éxito del sistema es que los diferentes filtros están centrados en unas muy determinadas longitudes de onda. De esta manera el U presenta su máximo en los 350 nm, el B en 430 nm, el V en los 550 nm, el R en 700 nm y el I en 900 nm. Las modernas técnicas en la fabricación de fotómetros fotoeléctricos, y más recientemente el chip CCD (fotometría CCD), ha permitido ampliarse con más filtros (JKLMN) que se sitúan más hacía el infrarrojo.
Dado que los filtros han de ser de un tipo especial, con la idea de filtrar las diferentes longitudes de onda de un modo idéntico, se pueden elaborar en cualquier observatorio utilizando los diferentes filtros comerciales existentes en el mercado. Se presenta a continuación el modo de conseguirlos: por ejemplo, el filtro B se puede obtener utilizando los filtros GG385 y al BG12, de tal modo que su espesor final sea igual a 3 mm.